# Глоговець (Кутновський повіт)
Глоговець (пол. Głogowiec) — село в Польщі, у гміні Кутно Кутновського повіту Лодзинського воєводства.
Населення — 383 особи (2011).
У 1975-1998 роках село належало до Плоцького воєводства.

## Демографія
Демографічна структура станом на 31 березня 2011 року:
|          | Загалом | Допрацездатний вік | Працездатний вік | Постпрацездатний вік |
| -------- | ------- | ------------------ | ---------------- | -------------------- |
| Чоловіки | 194     | 37                 | 142              | 15                   |
| Жінки    | 189     | 30                 | 126              | 33                   |
| Разом    | 383     | 67                 | 268              | 48                   |